# MidnightBSD
MidnightBSD je unixový operační systém z rodiny BSD. Vznikl forkem operačního systému FreeBSD. Jako předvolené desktopové prostředí používá GNUstep vycházející vzhledově z NeXTSTEPu. 
K oddělení od FreeBSD došlo v roce 2005, verze 1.0 vyšla v roce 2018.
Základní součásti systému jsou pod licencí BSD.